# Championnat d'Irlande de football 1958-1959
Navigation
Édition précédente Édition suivante
Le Championnat d'Irlande de football 1958-1959 est la trente-huitième saison du championnat d'Irlande. Les Shamrock Rovers remporte la compétition. C'est le neuvième titre de champion pour les Hoops.

## Les 12 clubs participants
- Bohemian Football Club
- Cork Hibernians Football Club
- Drumcondra Football Club
- Dundalk Football Club
- Evergreen United Football Club
- Limerick Football Club
- St. Patrick's Athletic Football Club
- Shamrock Rovers Football Club
- Shelbourne Football Club
- Sligo Rovers Football Club
- Transport Football Club
- Waterford United Football Club

## Compétition

### Classement
| Rang | Équipe                    | Pts | J  | G  | N | P  | Bp | Bc | Diff |
| ---- | ------------------------- | --- | -- | -- | - | -- | -- | -- | ---- |
| 1    | Shamrock Rovers           | 31  | 22 | 15 | 4 | 3  | 58 | 29 | +29  |
| 2    | Evergreen United          | 29  | 22 | 13 | 3 | 6  | 49 | 27 | +22  |
| 3    | Waterford United          | 29  | 22 | 14 | 1 | 7  | 58 | 36 | +22  |
| 4    | Limerick FC               | 27  | 22 | 11 | 5 | 6  | 48 | 31 | +17  |
| 5    | Drumcondra FC T           | 26  | 22 | 11 | 4 | 7  | 30 | 28 | +2   |
| 6    | Shelbourne FC             | 22  | 22 | 7  | 8 | 7  | 35 | 33 | +2   |
| 7    | Transport FC              | 19  | 22 | 8  | 3 | 11 | 30 | 37 | -7   |
| 8    | St. Patrick's Athletic FC | 18  | 22 | 9  | 0 | 13 | 45 | 59 | -14  |
| 9    | Cork Hibernians           | 15  | 22 | 5  | 5 | 12 | 25 | 43 | -18  |
| 10   | Sligo Rovers              | 15  | 22 | 6  | 3 | 13 | 32 | 51 | -19  |
| 11   | Dundalk FC                | 15  | 22 | 6  | 3 | 13 | 34 | 63 | -29  |
| 12   | Bohemian FC               | 15  | 22 | 6  | 3 | 13 | 25 | 50 | -25  |

| Légende : Qualifications et relégations | Légende : Qualifications et relégations                                |
| --------------------------------------- | ---------------------------------------------------------------------- |
|                                         | Champion d'Irlande et Coupe des clubs champions européens 1959-1960    |
|                                         | Dissolution en fin de saison et exclusion du championnat               |
|                                         | T : Tenant du titre P : Promu C : Vainqueur de la Coupe d'Irlande 1959 |

### Meilleurs buteurs
| Place              | Joueur           | Club | Buts             |
| ------------------ | ---------------- | ---- | ---------------- |
| Médaille d'or      | Donal Leahy      | 22   | Evergreen United |
| Médaille d'argent  | Alfie Hale       | 18   | Waterford        |
| Médaille de bronze | Peter Fitzgerald | 17   | Waterford        |
| 4                  | Jimmy Dunne      | 14   | St. Patrick's    |
| 5                  | Shay Gibbons     | 11   | Dundalk          |

## Source
- (en) Alex Graham, Football in the Republic of Ireland : a Statistical Record 1921–2005, Soccer Books Ltd, novembre 2005, 142 p. (ISBN 978-1862231351).